# Reserva de la biosfera de Los Argüellos
La reserva de la biosfera de Los Argüellos engloba la comarca de Los Argüellos, provincia de León, comunidad autónoma de Castilla y León, España. Creada en el año 2005, ocupa 33 260 hectáreas que pertenecen a los municipios de Valdelugueros, Vegacervera y Cármenes. Se trata de una de las reservas que en el futuro compondrán la Gran Reserva de la Biosfera Cantábrica.

## Descripción

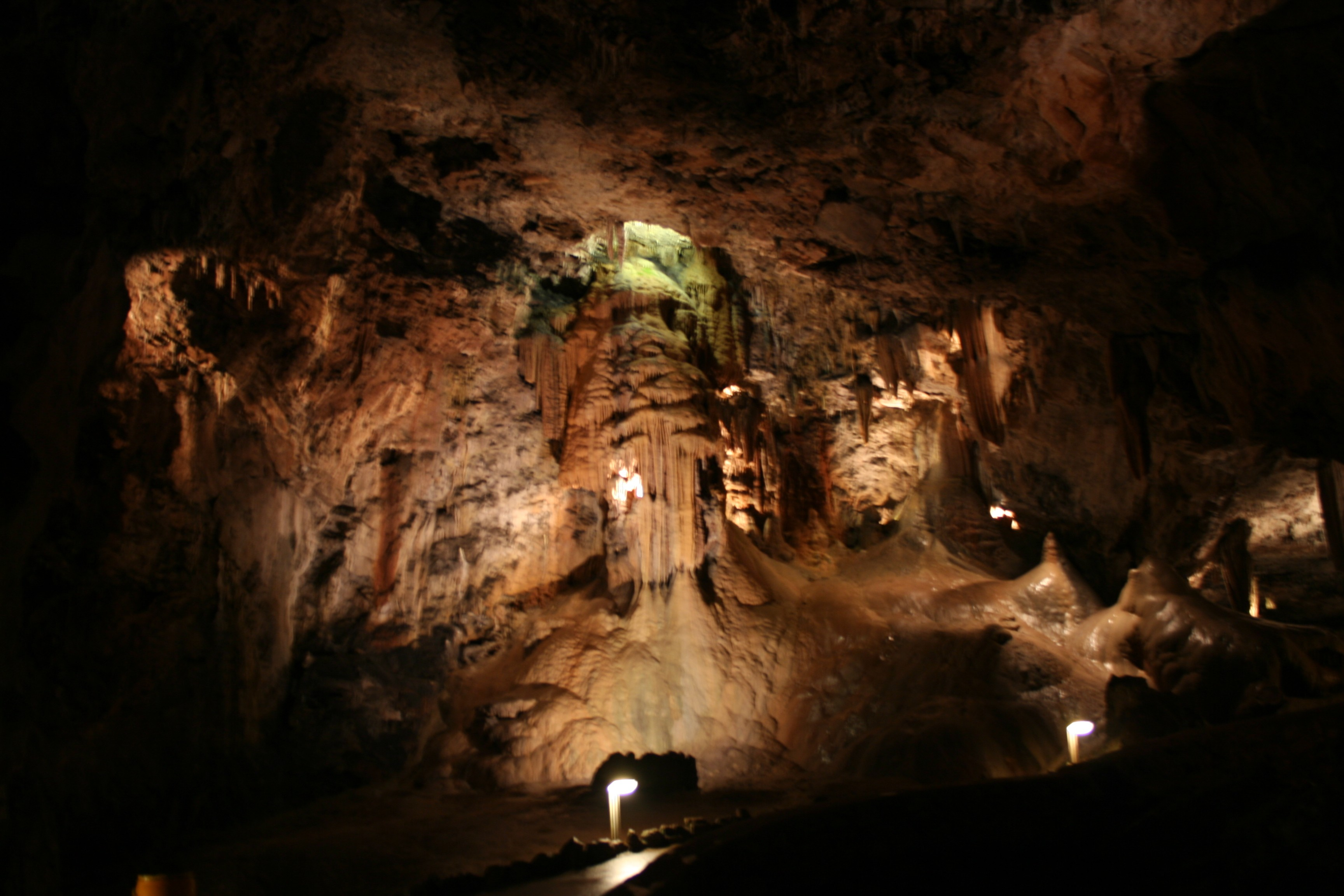
Cueva de Valporquero

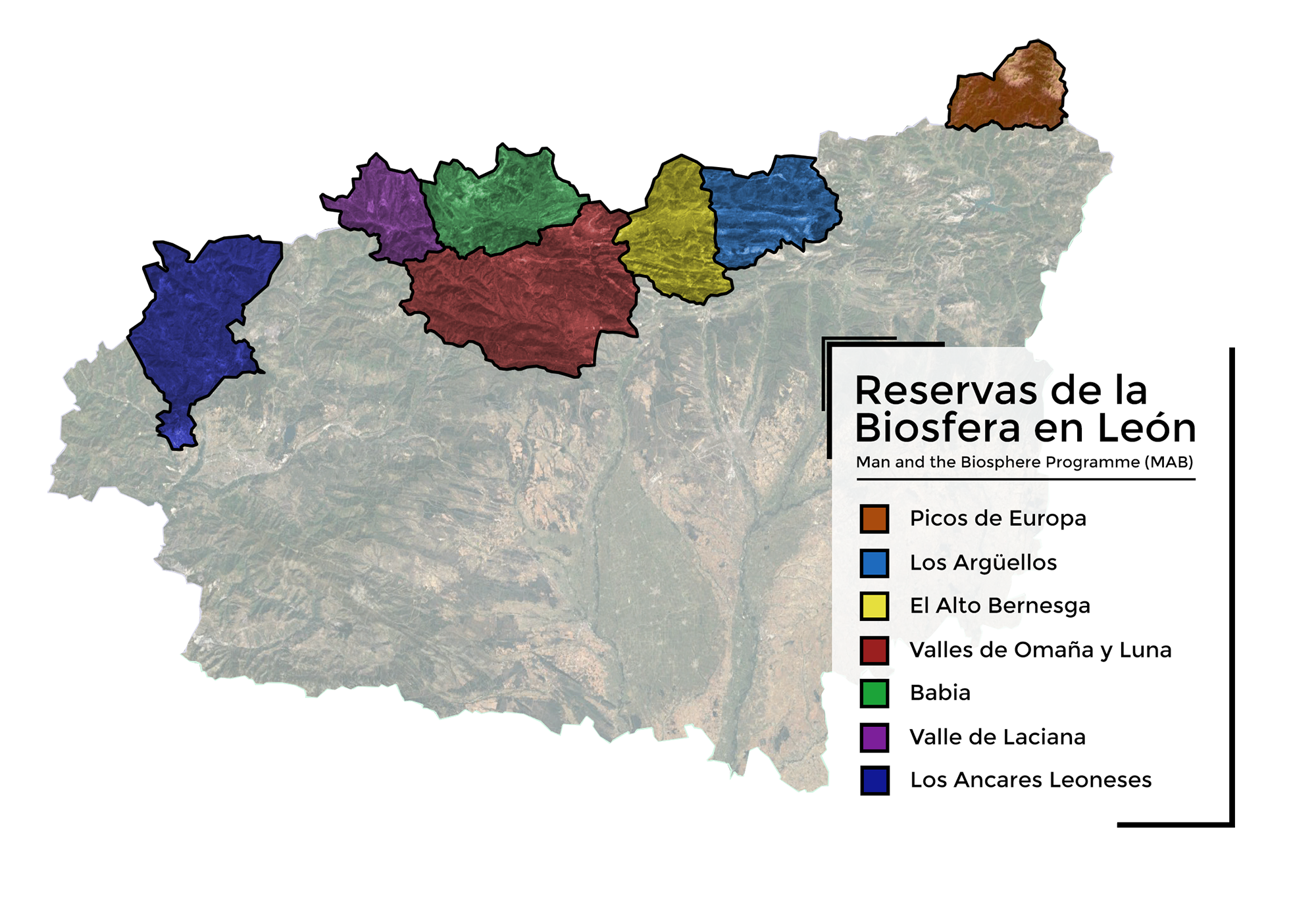
León atesora la mayor concentración de Reservas de la Biosfera en el mundo con cerca del 17% del territorio declarado

Localizada en la comarca de Los Argüellos, en el centro de la provincia de León e inmediatamente al norte de la ciudad de León, se encuentra entre los 1040 hasta 2189 m sobre el nivel del mar. La región se reconoce por unas características geomorfológicas con numerosas cuevas, entre las que destacan las de Valporquero, Llamazares y Barredo. Junto a estas grutas se encuentran, debido al modelado de los ríos, gargantas estrechas como las hoces de Vegacervera.

## Flora y fauna
Los Argüellos son un ejemplo representativo de ecosistema de la cordillera cantábrica. Los limitados recursos de la zona han sido aprovechados a lo largo de siglos por las poblaciones asentadas en la zona y han formado un paisaje singular. Existen diferentes formaciones boscosas tales como hayas, abedules y robledales, así como praderas y pastizales formados en los antiguos territorios arbóreos.
La peculiar geomorfología de la zona, de numerosas grutas y grietas ha permitido que en este reducido espacio estén presentes 15 de las 26 especies de murciélagos presentes en la península ibérica. Hay una notable representación también de aves rapaces y dos especies específicas de la cordillera cantábrica; la pérdiz pardilla y la liebre escoba. Se trata además de una zona crítica para el oso pardo pues los Argüellos son el nexo de unión entre las poblaciones occidental y oriental de oso de la cordillera.

## Ocupación humana
La población permanente de la zona se cifra en 1201 personas y se encuentran sobre todo en los dos principales valles de la zona, que son a su vez las zonas declaradas de transición en la reserva. Es aquí donde se concentran las actividades humanas, tales como asentamientos humanos, la ganadería y sus tierras de pastoreo y las actividades mineras. La ganadería, por encima de otras actividades, es el tradicionalmente principal medio de sustento de las poblaciones asentadas en la comarca y juega un papel clave en el mantenimiento del paisaje de estas zonas de transición, donde los prados son un elemento tradicional de gran interés.